# بخش جکسون (شهرستان هایلند، اوهایو)
بخش جکسون (به انگلیسی: Jackson Township) یک منطقهٔ مسکونی در ایالات متحده آمریکا است که در شهرستان هایلند، اوهایو واقع شده‌است.
 بخش جکسون ۶۶٫۹ کیلومتر مربع مساحت و ۱٬۰۹۴ نفر جمعیت دارد و ۲۶۲ متر بالاتر از سطح دریا واقع شده‌است.